# James McCarthy
James McCarthy, född 12 november 1990 i Glasgow, Skottland, är en irländsk fotbollsspelare som spelar för Celtic. Han spelar också för Irlands landslag. Mccarthy var även med och vann FA-cupen 2012-2013.

## Karriär
I augusti 2019 värvades McCarthy av Crystal Palace. Den 3 augusti 2021 värvades McCarthy av Celtic, där han skrev på ett fyraårskontrakt.